# Королёв, Виктор Иванович
Ви́ктор Ива́нович Королёв (род. 26 июля 1961, Тайшет) — советский и российский певец, поэт и композитор, исполнитель русского шансона, актёр. Лауреат премий «Шансон года».

## Биография
Родился 26 июля 1961 года в городе Тайшет Иркутской области. В 1968 году пошёл в первый класс средней школы № 12 и в музыкальную школу в городе Сухиничи Калужской области, куда переехала семья. После 9 класса поступил в Калужское музыкальное училище в класс фортепиано, где и учился с 1977 по 1981 год. Окончил училище с отличием. В 1981 году пробовал поступать в театральный институт, но не поступил и в 1982 году был призван в ряды Советской Армии. Служил в Белоруссии, в ракетных войсках — рядовым; играл в штабном оркестре.
Отслужив и уволившись в запас, поступил в Театральный институт им. М. С. Щепкина. По окончании института пришёл в музыкальный театр под руководством Юрия Шерлинга. В это время его приглашают сниматься в фильме марокканского кинорежиссёра Сухейля бен Барки. Съёмке в этом фильме он посвятил год, после чего снялся ещё в двух фильмах режиссёра Рейна Либлика «Силуэт в окне напротив» и «Играем „Зомби“». Тогда же была записана виниловая пластинка «Бродвей на Тверской».
В 1992 году Виктор получает приглашение от румынского телевидения в город Брашов на Международный фестиваль эстрадной песни «Золотой олень», где стал дипломантом. После этого делалось много записей песен разных композиторов. В 1996 году был записан альбом «Базар-Вокзал», который в 1997 году был выпущен студией «Союз». В то же время снимается пластилиновый клип «Базар-Вокзал». В 2004 году выходит DVD под названием «Московский озорной гуляка». В этот DVD вошли лучшие клипы Виктора Королева в периоды с 1997 по 2004 годы.
Ведет активную творческую деятельность в России и странах СНГ. Участник ежегодной национальной премии «Шансон года» в Кремле.

## Дискография
- 1992 — «Бродвей на Тверской» (LP)
- 1994 — «Бродвей на Тверской» (CD)[2]
- 1995 — «Наливай!»[3]
- 1997 — «Базар-вокзал»
- 1998 — «Любовь окаянная»
- 1998 — «Пьяная вишня»
- 1999 — «А я бухой»
- 2000 — «За любовь»
- 2002 — «Белая сирень»
- 2003 — «Укушу»
- 2004 — «Ля-ля-тополя»
- 2004 — «Московский озорной гуляка!» (DVD)
- 2005 — «Здравствуйте, гости!»
- 2006 — «Лимончики»
- 2006 — «Чёрным вороном»
- 2007 — «Шумел камыш»
- 2008 — «Горячий поцелуй»
- 2010 — «За твою красивую улыбку»
- 2011 — «Хрустальный замок»
- 2012 — «Я брошу жизнь к твоим ногам…»
- 2013 — «SMS»
- 2014 — «Я буду скучать…» (CD, DVD, LP)[4]
- 2016 — «55!»
- 2018 — «На сердце белыми нитями»

## Премии и награды
- 2011 — лауреат премии «Шансон года» за песню «За твою красивую улыбку».
- 2017 — лауреат премии «Шансон года» за песню «Дай мне слово».
- 2018 — лауреат премии «Шансон года» за песню «Хочу тебя, Я как Весны».
- 2019 — лауреат премии «Шансон года» за песню «На крыльях Счастья» (Бонус — «На белой Карете»).
- 2024 — лауреат премии «Шансон года» за песню «Чашечка кофе, аромат ванили».
- 2025 — лауреат премии «Шансон года» за песню «Бутоны белых роз».
- 2011 — Знак Губернатора Московской Области «Благодарю»
- 2011 — Премия Радио «Питер ФМ»
- 2012 — Премия Радио «Питер ФМ»
- 2012 — Общественный орден «За вклад в развитие культуры России»
- 2010 — Общественный орден «За вклад в культуру» II степени
- 1992 — Диплом Международного конкурса эстрадной песни (Румыния, г. Брашов)

## Фильмография
- 1988 — Вспоминая лето
- 1990 — «Битва трёх королей» — Монелло
- 1993 — «Играем «Зомби», или Жизнь после битв» — Олег
- 1993 — «Силуэт в окне напротив» — Мотков